# П'єтро Б'янкі (важкоатлет)
П'єтро Б'янкі (італ. Pietro Bianchi, 14 березня 1895 — 21 травня 1962) — італійський важкоатлет.
Срібний призер Олімпійських Ігор 1920 року в середній вазі.